# Mercato telematico delle obbligazioni e dei titoli di Stato
Il Mercato obbligazionario telematico (meglio noto con l'acronimo di MOT) è il mercato telematico istituito nel 1994 ed organizzato e gestito da Borsa Italiana S.p.A. sul quale vengono negoziati i titoli di Stato (BOT, BTP, CCT, CTZ), le obbligazioni non convertibili, eurobbligazioni, obbligazioni di emittenti esteri, asset-backed security (ABS) e altri titoli di debito. Va notato che il MOT è un mercato al dettaglio su cui si scambiano lotti e multipli bassi. Da questo punto di vista il MOT si distingue dall'MTS (Mercato Telematico dei titoli di Stato) che è un mercato all'ingrosso i cui lotti minimi sono pari a 2,5 milioni di Euro. Il MOT e l'MTS sono entrambi mercati secondari, il mercato primario (in prima emissione) avviene tramite asta competitiva o marginale.

## Modalità di negoziazione
Le negoziazioni come per altri mercati si svolgono in fasi successive: 
- asta di apertura: è la modalità di negoziazione durante la quale gli ordini di acquisto e vendita degli operatori determinano il prezzo d'asta, ossia il prezzo al quale è negoziabile il maggior numero di contratti;
- negoziazione continua: è la fase durante la quale la conclusione dei contratti avviene mediante abbinamento o applicazione delle proposte di segno contrario presenti nel mercato;
- asta di chiusura, non operativa.

### Asta di apertura
L'asta di apertura dal 2004 si è uniformata al modello del MTA ed è quindi suddivisa in:
- Pre-asta: in questa fase gli operatori immettono nel sistema le proposte di negoziazione. A titolo informativo, viene determinato il prezzo teorico d'asta, cioè il prezzo al quale è negoziabile il maggiore quantitativo di strumenti finanziari. Esistono quattro metodi per determinare questo prezzo teorico individuati nel Titolo 4.4 del regolamento di borsa.
- Validazione: durante questa fase il sistema verifica che il prezzo teorico d'asta non superi un certo limite di variazione rispetto al prezzo di controllo; in base a tale condizione si determina la validità del prezzo e quindi la sua assunzione come prezzo d'asta.
- Apertura/Chiusura: in questa fase il sistema abbina proposte di acquisto e vendita concludendo i contratti al prezzo di asta.

### Negoziazione continua
Questa fase segue l'asta di apertura. In essa il sistema telematico abbina, per le quantità disponibili, le proposte di acquisto e vendita in base ai prezzi e alla priorità temporale inserita, come indicato dall'articolo 4.4.3, comma 3 del regolamento.

## Segmenti del MOT

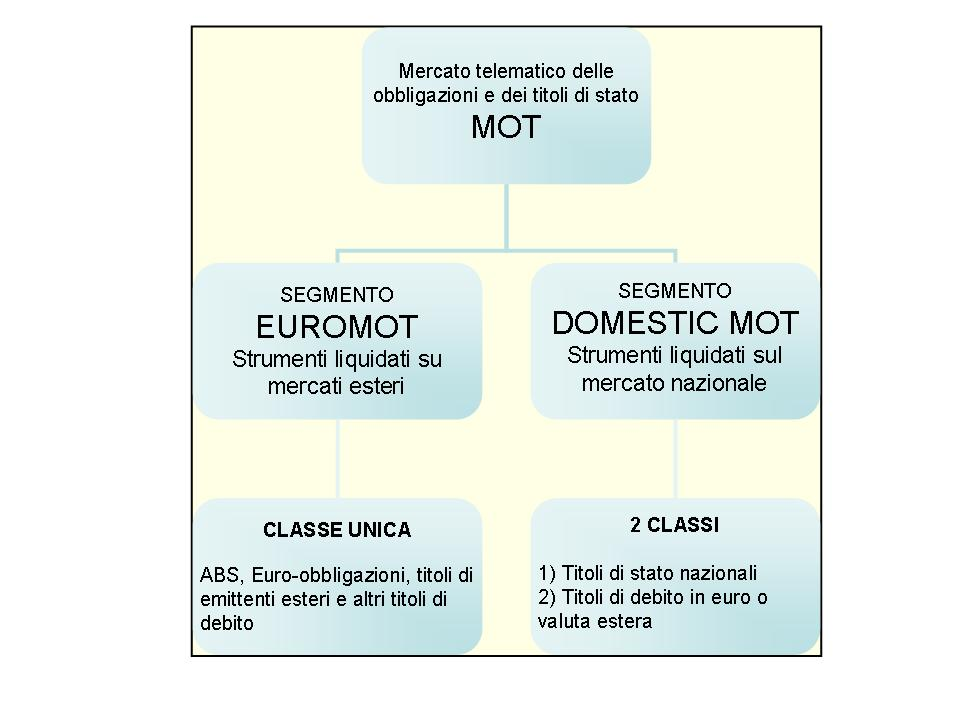
Schema del Mercato telematico delle obbligazioni e di titoli di stato

Dal novembre del 2005 Borsa Italiana S.p.A. ha introdotto, relativamente a tale mercato finanziario, due nuovi segmenti:
- Domestic MOT, composto da titoli di Stato italiani e titoli di debito liquidati attraverso Monte Titoli S.p.A..
- EuroMOT, con strumenti finanziari liquidati all'estero.

Nel MOT gli orari delle fasi di negoziazione sono i seguenti:
- 08.00 - 09.00 Asta di apertura
- 09.00 - 17.30 Negoziazione continua

Le transazioni scaturiscono dall'incrocio delle proposte di negoziazione (PDN), espressione della volontà negoziale degli operatori.

## Quotazioni
La quotazione degli strumenti scambiati sul MOT (titoli di Stato, obbligazioni e ABS) è riferita a 100 euro di valore nominale del titolo (la quantità dei titoli obbligazionari è espressa in valore nominale). La quotazione si dice sotto la pari se il prezzo è inferiore a 100, alla pari se il prezzo è 100, sopra la pari se il prezzo è maggiore di 100 euro di valore nominale.
I titoli zero coupon (ad esempio BOT e CTZ) e le obbligazioni strutturate con rendimento variabile dipendente da un sottostante, sono quotati a corso tel quel (prezzo del valore capitale del titolo più l'interesse maturato dall'ultimo godimento o dall'emissione per gli zero coupon), gli altri titoli obbligazionari, sono quotati a corso secco (prezzo del valore capitale del titolo), cioè senza gli interessi maturati, compresi i titoli a tasso variabile, quando sono noti prima dell'inizio del periodo di godimento ossia prima della scadenza dell'ultima cedola, i parametri di calcolo del tasso di interesse da applicare. Le tipologie di prezzo che si formano sul mercato MOT sono:
- il prezzo di riferimento: è pari alla media ponderata dei prezzi di compravendita negli ultimi 20 minuti di negoziazione continua. Tale prezzo, se non vengono effettuati scambi, è quello della giornata precedente;
- il prezzo ufficiale: giornaliero di ciascuno strumento negoziato nel MOT, è dato dal prezzo medio ponderato dell'intera quantità dello strumento medesimo negoziata nel mercato durante la seduta;
- il prezzo di controllo è dato dal:

1. prezzo di riferimento (del giorno precedente) in asta di apertura;
2. prezzo di asta di apertura (della giornata) nella fase di negoziazione continua;
3. prezzo di asta di apertura (della giornata) nella fase di asta di chiusura.

Prima del giugno 2004, il prezzo di riferimento non veniva calcolato e il prezzo di controllo (utilizzato solo nell'asta di apertura) coincideva con il prezzo ufficiale.
Si veda a tale proposito il Titolo IA.7 delle istruzioni al regolamento dei mercati organizzati e gestiti dalla Borsa italiana S.p.A. ed il Titolo 4.4 del Regolamento.